# ウォルター・クレンハード
ウォルター・クレンハード（Walter Klenhard, 1953年9月4日 - ）は、アメリカ合衆国の脚本家。

## 作品
- missing　ミッシング
- エボリューション・チャイルド
- 地獄の捜査線
- 生埋
- ホーンテッド
- ラスト・ヒット
- スイート・ポイズン
- デッド・イン・ザ・ウォーター
- ライズ・オブ・ツインズ
- ミッドナイト・ガール／傷だらけの１６歳
- サイゴン